# 10月7日
10月7日（じゅうがつなのか）は、グレゴリオ暦で年始から280日目（閏年では281日目）にあたり、年末まであと85日ある。

## できごと

レパントの海戦(1571)。スペインなどのカソリック連合国艦隊がオスマン帝国艦隊に勝利する

ドイツ民主共和国(東ドイツ)発足(1949)。画像の国旗は1959年から最後の年(1990年)まで使用したもの。

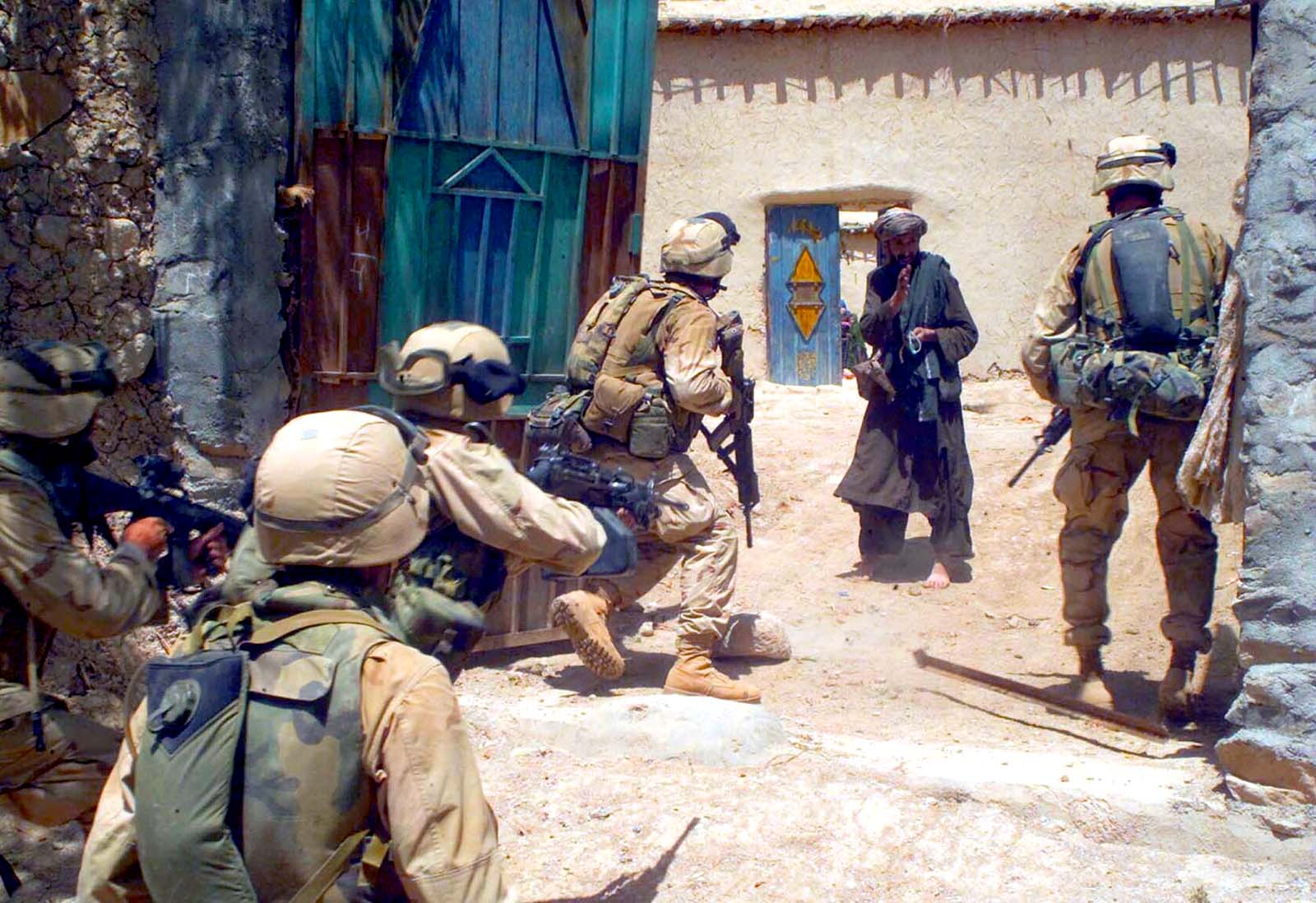
不朽の自由作戦開始(2001)。アフガニスタン紛争の始まり。

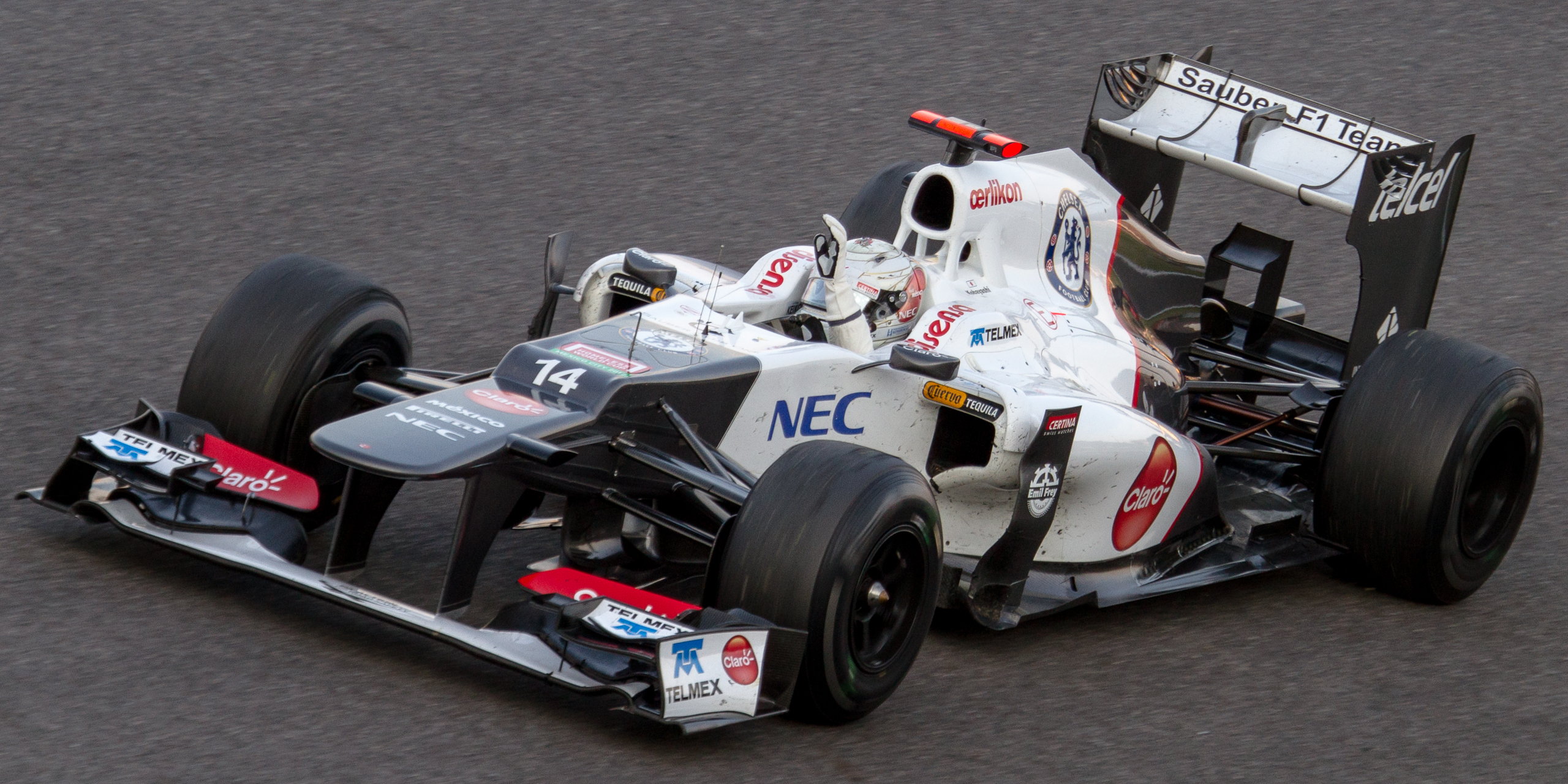
2012年日本GP日本人3人目となるF1表彰台を獲得した、小林可夢偉。(2012)

- 紀元前2807年 - 日食。アフリカ大陸と南極大陸との間にて隕石が落下。
- 1571年 - レパントの海戦が行われる。
- 1579年（天正6年9月19日）- 織田信雄が伊賀国に侵攻するも、伊賀国人衆に敗退[1]。（第一次天正伊賀の乱）
- 1684年（貞享元年8月28日） - 若年寄稲葉正休による大老堀田正俊刺殺事件
- 1757年（宝暦7年8月25日）- 柄井川柳が「川柳評万句合」を初めて開催。川柳の発祥の日。
- 1763年 - イギリス王ジョージ3世が1763年宣言を発する。
- 1777年 - アメリカ独立戦争: 第二次サラトガの戦い（ベミス高地の戦い）が行われる。
- 1780年 - アメリカ独立戦争: キングスマウンテンの戦いが行われる。
- 1840年 - ウィレム1世の譲位に伴いウィレム2世がオランダ王に即位。
- 1879年 - ドイツ帝国とオーストリア＝ハンガリー帝国が独墺同盟を締結。
- 1879年 - 文部省内に音楽教育を担当する音楽取調掛（後の東京音楽学校、現 東京芸術大学）設立。
- 1888年 - 宮城（皇居）の明治宮殿が落成。
- 1899年 - 箒川鉄橋列車転落事故起こる。
- 1919年 - KLMオランダ航空創設。
- 1920年 - ポーランドとリトアニアのあいだで「第3次休戦ライン」を定めたスヴァウキ合意が結ばれる。
- 1933年 - エールフランス航空創設。
- 1935年 - 第二次エチオピア戦争: 国際連盟総会が、エチオピアに侵入したイタリアに対する経済制裁を決議。
- 1939年 - 国鉄石巻線の石巻 - 女川間が開通し、全線開通。
- 1945年 - 関西汽船の「室戸丸」が西宮沖で機雷に接触し沈没。470人が行方不明[2]。
- 1946年 - 衆議院で「大日本帝国憲法改正案」の貴族院回付案が可決され、憲法改正手続が完了。日本国憲法が成立。
- 1948年 - 昭和電工事件の道義的責任をとって芦田均内閣が総辞職。
- 1949年 - ドイツ人民評議会でドイツ民主共和国憲法草案を可決。ドイツ民主共和国（東ドイツ）が発足。
- 1950年 - 中国人民解放軍がチベットに侵攻（チャムドの戦い）。
- 1950年 - マザー・テレサが神の愛の宣教者会を設立。
- 1952年 - バーコードが初めて特許登録される。
- 1954年 - 佐賀県嬉野町の県道で国鉄バスが路外に逸脱。通勤客や学生13人死亡、23人重軽傷[3]。
- 1959年 - ソ連の月探査機「ルナ3号」が世界で初めて月の裏側の撮影に成功。
- 1960年 - ナイジェリアが国連に加盟。
- 1960年 - ヒマラヤ山脈のディオ・ティバが日本女子登山隊により初登頂。
- 1962年 - NHK杯テレビ囲碁トーナメントが放送開始。
- 1965年 - マリアナ海域漁船集団遭難事件（マリアナ海難）発生。マリアナ近海で日本のかつお・まぐろ漁船が台風29号の暴風に巻き込まれ大破。死者・行方不明者209人の大惨事となる。
- 1969年 - 西鉄ライオンズ投手の永易将之の八百長行為が発覚し、チームが解雇を決定、黒い霧事件に発展する。
- 1971年 - オマーンが国連に加盟。
- 1976年 - 華国鋒が第2代中国共産党中央委員会主席に就任。
- 1977年 - ソビエト連邦でスターリン憲法を41年ぶりに改正した新憲法を採択。
- 1979年 - 第35回衆議院議員総選挙。自民党が過半数を割り、大平正芳総裁の責任問題をめぐって四十日抗争と呼ばれる派閥抗争が起こる。
- 1979年 - 元韓国中央情報部（KCIA）部長の金炯旭、フランス・パリで失踪。
- 1982年 - 中華人民共和国が初めて潜水艦からのミサイル発射実験に成功。
- 1984年 - グリコ・森永事件: 近畿地方で青酸カリ入りの森永製品発見。（二府二県青酸入り菓子ばら撒き事件）
- 1985年 - アキレ・ラウロ号事件。イタリアの旅客船アキレ・ラウロ号がパレスチナ解放戦線メンバーにより乗っ取り。
- 1985年 - テレビ朝日系『ニュースステーション』放送開始。
- 1987年 - フィジーでクーデターにより立憲君主国から共和国に移行。
- 1988年 - リトアニアの首都ヴィリニュスで、ゲディミナス城の塔の上で1940年以降掲げられていなかった黄・緑・赤の3色旗が掲揚される。
- 1991年 - リトアニアがユネスコに加盟。
- 1994年 - アンドリュー・ワイルズがフェルマーの最終定理の証明を発表。
- 2001年 - アメリカ軍によるアフガニスタン侵攻開始。（不朽の自由作戦）
- 2004年 - カンボジア国王ノロドム・シハヌークが退位を表明。
- 2008年 - 福岡ソフトバンクホークス監督の王貞治が退任[4]。
- 2008年 - 約20時間前に発見された小惑星2008 TC3がスーダンに落下。隕石が落下前に観測された初の事例。
- 2011年 - プロ野球のオーナー会議にて、翌年度からの日本代表の常設が合意。
- 2012年 - F1日本グランプリにて、ザウバーの小林可夢偉が日本人3人目となるF1表彰台を獲得した。
- 2014年 - 青色発光ダイオード（LED）に関する研究により、赤﨑勇、天野浩、中村修二のノーベル物理学賞の同時受賞が決定。
- 2016年 - コロンビアのフアン・マヌエル・サントス大統領がノーベル平和賞を受賞。
- 2018年 - サザビーズに出品された覆面画家バンクシーの絵画、「赤い風船に手を伸ばす少女」が約1億5千万円で落札された直後、本人が額縁に仕込んだシュレッダーによってその場で裁断された。
- 2021年 - テスラがカリフォルニア州パロアルトからテキサス州オースティンへ本社移転を発表。
- 2021年 - 千葉北西部の深さ75kmを震源とするM5.9の地震が発生し、埼玉県や東京都足立区で震度5強を記録する（千葉県北西部地震 (2021年)）[5]。
- 2023年 - パレスチナ自治区ガザ地区を実効支配するハマースがイスラエル南部にロケット弾を用いた大規模攻撃を行い、複数の部隊がイスラエルに侵攻。ここ50年で最大規模の被害となった[6]。

## 誕生日

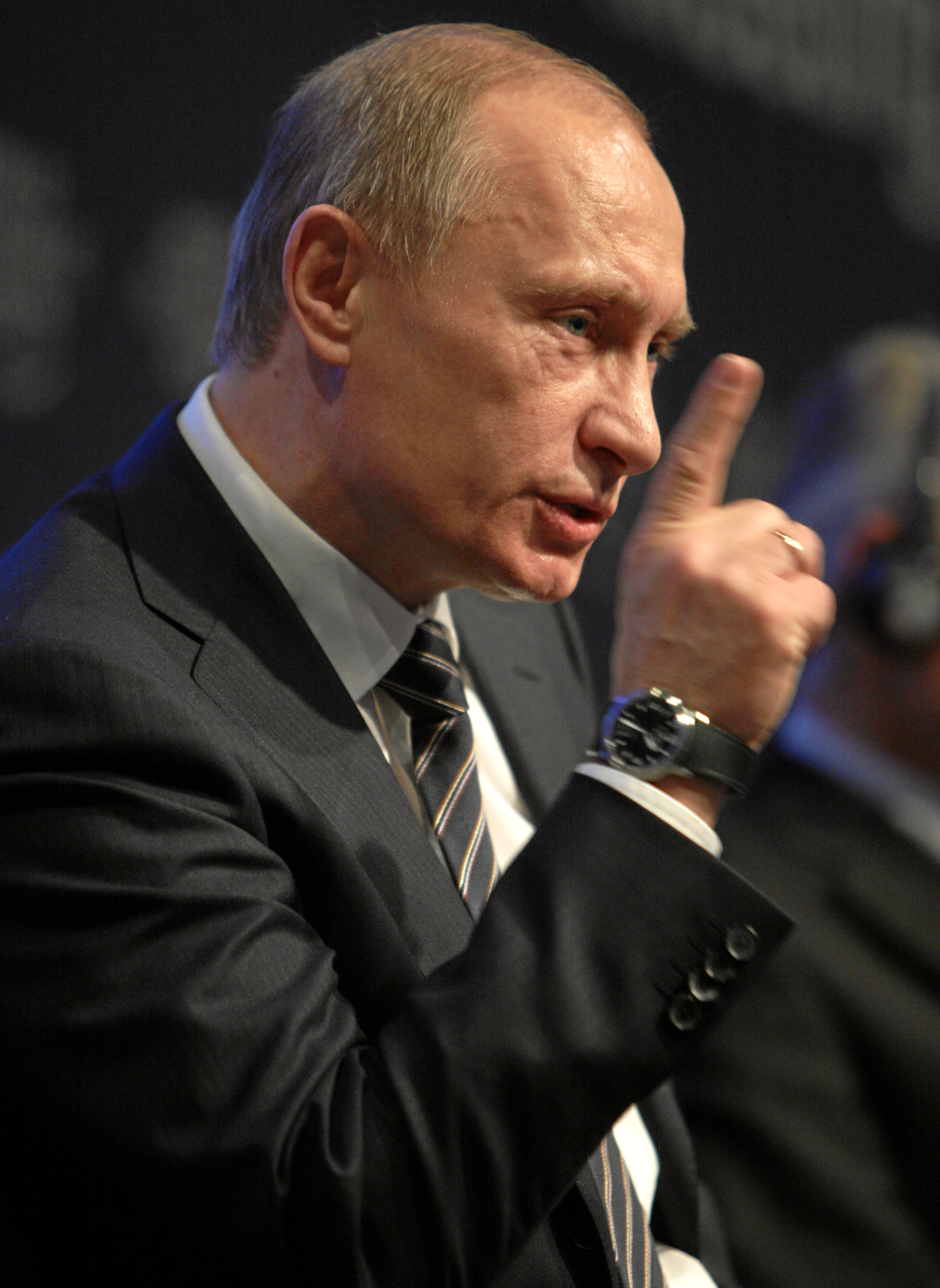
ウラジーミル・プーチン(1952-)誕生。

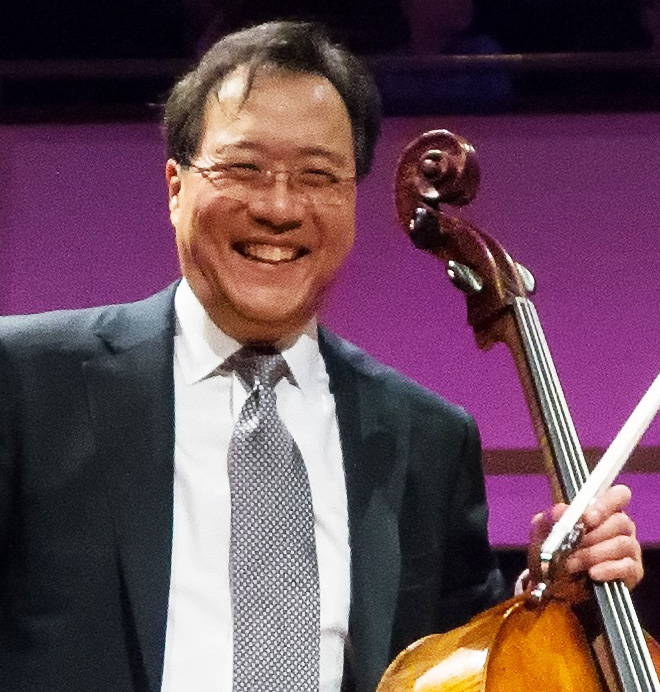
チェリスト、ヨーヨー・マ(1955-)誕生。

- 1687年（貞享4年9月2日） - 五島盛佳、第6代肥前国五島藩主（+ 1734年）
- 1697年 - カナレット、画家、版画家（+ 1768年）
- 1716年（享保元年8月22日） - 松平光雄、第2代信濃国松本藩主（+ 1756年）
- 1871年 - 二葉かほる、女優（+ 1948年）
- 1879年 - ヘルマン・ノール、哲学者、教育学者（+ 1960年）
- 1885年 - ニールス・ボーア、物理学者（+ 1962年）
- 1886年 - カール・フォン・ピュックラー＝ブルクハウス、ナチス・ドイツ親衛隊将軍（+ 1945年）
- 1886年 - 草野豹一郎、裁判官、法学者、弁護士（+ 1951年）
- 1888年 - 島田善介、野球選手（+ 1955年）
- 1900年 - ハインリヒ・ヒムラー、ナチス親衛隊の指導者（+ 1945年）
- 1901年 - 村野四郎、詩人（+ 1975年）
- 1901年 - 坂本太郎、歴史学者（+ 1987年）
- 1902年 - 宮地政司、天文学者（+ 1986年）
- 1909年 - シューラ・チェルカスキー、ピアニスト（+ 1995年）
- 1914年 - 今井功、物理学者（+ 2004年）
- 1914年 - ピストン堀口、プロボクサー（+ 1950年）
- 1917年 - ジューン・アリソン、女優（+ 2006年）
- 1922年 - 山本義正、著述家（+ 2014年）
- 1922年 - ワグナー・ナンドール、彫刻家（+ 1997年）
- 1923年 - 増田敏、プロ野球選手（+ 没年不詳）
- 1924年 - 河文雄、元プロ野球選手（+ 1991年）
- 1924年 - 藤原鉄之助、元プロ野球選手（+ 2002年）
- 1928年 - 海老原義彦、官僚、政治家
- 1929年 - ロバート・ウェストール、児童文学作家（+ 1993年）
- 1931年 - 平木隆三、元サッカー選手、指導者（+ 2009年）
- 1931年 - デズモンド・ムピロ・ツツ、ケープタウン大主教、人権活動家（+ 2021年）
- 1933年 - 羽佐間道夫、俳優、声優
- 1936年 - シャルル・デュトワ、指揮者
- 1937年 - 室田日出男、俳優（+ 2002年）
- 1938年 - アン・ヘイドン＝ジョーンズ、テニス選手
- 1939年 - ジョン・ホップクロフト、計算機科学者
- 1941年 - 坂田利夫、コメディアン（+ 2023年）
- 1942年 - 小倉雄三、俳優（+ 1998年）
- 1945年 - 西村周三、経済学者、京都大学名誉教授
- 1946年 - 諸星裕、桜美林大学副学長、ミネソタ州立大学特別功労教授
- 1946年 - 島本和明、医学者、医師、札幌医科大学名誉教授
- 1946年 - 荻島眞一、俳優（+ 2004年）
- 1947年 - 久田恵、作家
- 1947年 - 安田富男、騎手
- 1948年 - 安倍理津子、歌手
- 1949年 - 勝呂裕司、元ノルディック複合選手
- 1951年 - 川端義明、アナウンサー
- 1951年 - 桐野夏生、小説家
- 1952年 - ウラジーミル・プーチン、政治家、ロシア大統領
- 1952年 - 三原順、漫画家（+ 1995年）
- 1953年 - ティコ・トーレス、ドラマー（ボン・ジョヴィ）
- 1955年 - 金井たつお、漫画家
- 1955年 - ヨーヨー・マ、チェリスト
- 1955年 - 茂木敏充、政治家
- 1957年 - ジェーン・トービル、フィギュアスケート選手
- 1957年 - ワサン・シティケート、芸術家
- 1957年 - サブリナ・シズエ・マッケンナ、アメリカ合衆国ハワイ州最高裁判所判事、元水着キャンペーンガール
- 1958年 - 金指誠、元アナウンサー
- 1959年 - 佐々木倫子、漫画家
- 1959年 - 清家政和、元プロ野球選手
- 1959年 - ブラソ・デ・オロ、プロレスラー
- 1959年 - サイモン・コーウェル、音楽プロデューサー
- 1960年 - 氷室京介、ミュージシャン（元BOØWY）
- 1960年 - 玉野井直樹、俳優、声優
- 1961年 - 鹿島忠、元プロ野球選手
- 1961年 - 日高逸子、競艇選手
- 1962年 - 我孫子武丸、推理作家
- 1962年 - 叶恭子、タレント
- 1962年 - タイ・バンバークレオ、元プロ野球選手
- 1963年 - 石井宏、元プロ野球選手
- 1964年 - 藤本茂喜、元プロ野球選手
- 1965年 - 長友仍世、シンガーソングライター（infix）
- 1965年 - 渡辺久美子、声優
- 1966年 - 神山一義、元プロ野球選手
- 1966年 - 階猛、政治家、弁護士
- 1966年 - 環望、漫画家
- 1966年 - タナカカツキ、漫画家
- 1967年 - 愛河里花子、声優
- 1967年 - 青田典子、タレント（元C.C.ガールズ）
- 1967年 - 阿部渉、アナウンサー
- 1967年 - トニー・ブラクストン、歌手
- 1968年 - トム・ヨーク、ミュージシャン（レディオヘッド）
- 1968年 - 石井麗子、声優
- 1969年 - 井上信治、政治家、衆議院議員
- 1969年 - 名塚善寛、元サッカー選手、指導者
- 1969年 - 加藤望、元サッカー選手、指導者
- 1969年 - 山内美加、元バレーボール選手
- 1970年 - 三遊亭遊馬、落語家
- 1970年 - 和田孝志、元プロ野球選手
- 1970年 - ティム・アンロー、元プロ野球選手
- 1970年 - ニール・ハルステッド、ミュージシャン
- 1971年 - とよ田みのる、漫画家
- 1971年 - 常松ゆか、柔道家
- 1972年 - 戸塚貴久子、フリーアナウンサー
- 1972年 - 猪野学、俳優、声優
- 1972年 - 古今亭菊之丞、落語家
- 1973年 - 石田燿子、歌手
- 1973年 - 大島花子、歌手
- 1973年 - サミ・ヒーピア、元サッカー選手、指導者
- 1973年 - ジーダ、元サッカー選手
- 1974年 - 里見哲朗、アニメーションプロデューサー
- 1974年 - 鈴木秀人、元サッカー選手
- 1974年 - 郷野聡寛、総合格闘家
- 1974年 - 雪舟えま、歌人
- 1975年 - 青木誠、声優
- 1975年 - 岩渕聡、テニス選手
- 1975年 - 立川隆史、元プロ野球選手
- 1975年 - 森岡隆三、元サッカー選手
- 1976年 - 本田広登、俳優
- 1976年 - 遊澤亮、卓球選手
- 1976年 - ジウベルト・シウバ、サッカー選手
- 1977年 - 若林史江、タレント
- 1977年 - 栁瀬一樹、アニメ宣伝プロデューサー
- 1977年 - 窪田健策、作曲家
- 1977年 - 坪井康晴、競艇選手
- 1978年 - 長岡亮介、ミュージシャン（東京事変）
- 1978年 - 森慎太郎、お笑い芸人（どぶろっく）
- 1978年 - 堀越純子、元アナウンサー
- 1978年 - 木元邦之、元プロ野球選手
- 1978年 - 三東洋、元プロ野球選手
- 1978年 - 渡邉拓馬、元バスケットボール選手
- 1979年 - 椎名令恵、女優
- 1979年 - 湯唯、女優
- 1980年 - 塩谷朋之、ミュージシャン（12012）
- 1980年 - 植大輔、元プロ野球選手
- 1980年 - 坂本充、元野球選手
- 1980年 - 陳冠希、俳優
- 1982年 - ユンディ・リ、ピアニスト
- 1982年 - ジャーメイン・デフォー、サッカー選手
- 1983年 - マキシム・トランコフ、フィギュアスケート選手
- 1983年 - フライング・ロータス、DJ
- 1984年 - 生田斗真、俳優、タレント
- 1984年 - 加藤和樹、俳優、歌手
- 1984年 - 夏目みな美、アナウンサー
- 1985年 - レツ、漫画家
- 1985年 - 永野絵理佳、元アナウンサー
- 1985年 - 小嶋達也、元プロ野球選手
- 1985年 - 大城祐二、元プロ野球選手
- 1985年 - エバン・ロンゴリア、プロ野球選手
- 1985年 - ヤナ・ホフロワ、フィギュアスケート選手
- 1986年 - 桐生順平、競艇選手
- 1986年 - 上川一哉、ミュージカル俳優
- 1986年 - MAKO、歌手、声優
- 1986年 - 谷地克文、声優
- 1986年 - ふるっぺ、ミュージシャン（ケラケラ）
- 1986年 - 亀﨑光博、バスケットボール選手
- 1986年 - チェレステ・ボニン、プロレスラー
- 1988年 - 上北健、シンガーソングライター
- 1988年 - 澤田亜紀、フィギュアスケート選手
- 1988年 - ジエゴ・コスタ、サッカー選手
- 1988年 - 村田和哉、サッカー選手
- 1988年 - リーチマイケル、ラグビー選手
- 1989年 - 横野純貴、サッカー選手
- 1989年 - 佐々木憂流迦、総合格闘家
- 1989年 - 横野純貴、元サッカー選手
- 1991年 - レイ、俳優、アイドル（EXO）
- 1991年 - 濱田克大、サッカー選手
- 1991年 - 千葉梢恵、サッカー選手
- 1992年 - カール・トリアナ、プロ野球選手
- 1992年 - 池尻愛吏、グラビアアイドル
- 1992年 - ムーキー・ベッツ、プロ野球選手
- 1992年 - 青柳糸、俳優、ナレーター
- 1993年 - 福地勇人、空手家
- 1994年 - 緒方咲、グラビアアイドル
- 1994年 - 海士広大、ラグビー選手
- 1994年 - あんり、お笑い芸人（ぼる塾）
- 1995年 - 瀬戸利樹、俳優
- 1995年 - 力真樹、元大相撲力士
- 1996年 - 黒田真友香、ファッションモデル
- 1997年 - 尾関梨香、元アイドル（元櫻坂46）
- 1997年 - 舛田紗淑、バレーボール選手
- 1998年 - トレント・アレクサンダー＝アーノルド、サッカー選手
- 1998年 - 楠みゆう、アイドル、タレント（元DollyKiss）
- 1999年 - 野中美希、歌手（モーニング娘。）
- 1999年 - 山﨑紗彩、ファッションモデル、女優（元X21）
- 1999年 - 山田野絵、アイドル（元NGT48）
- 1999年 - 谷崎早耶、アイドル（≠ME）
- 1999年 - 亜咲花[7]、歌手
- 1999年 - 森千晴、フリーアナウンサー
- 1999年 - 小山直希、将棋棋士
- 2000年 - 中野恵那、ファッションモデル、タレント
- 2000年 - 薮下楓、元アイドル（元STU48）
- 2000年 - 岸本大紀、陸上選手
- 2001年 - ジウン、アイドル（P1Harmony）
- 2002年 - 成海花音、女優
- 2002年 - 片山楽生、プロ野球選手
- 2004年 - 本田万結、柔道選手
- 2006年 - 坂川陽香、アイドル（AKB48）
- 2018年 - 村田みゆ、子役
- 生年不詳 - えと（Eto）、YouTuber（カラフルピーチ）
- 生年不詳 - 柚庭千景、漫画家
- 生年非公表 - 宮崎遊、声優

## 忌日

### 人物
| ももしきや古き軒端のしのぶにもなほ余りある昔なりけり |

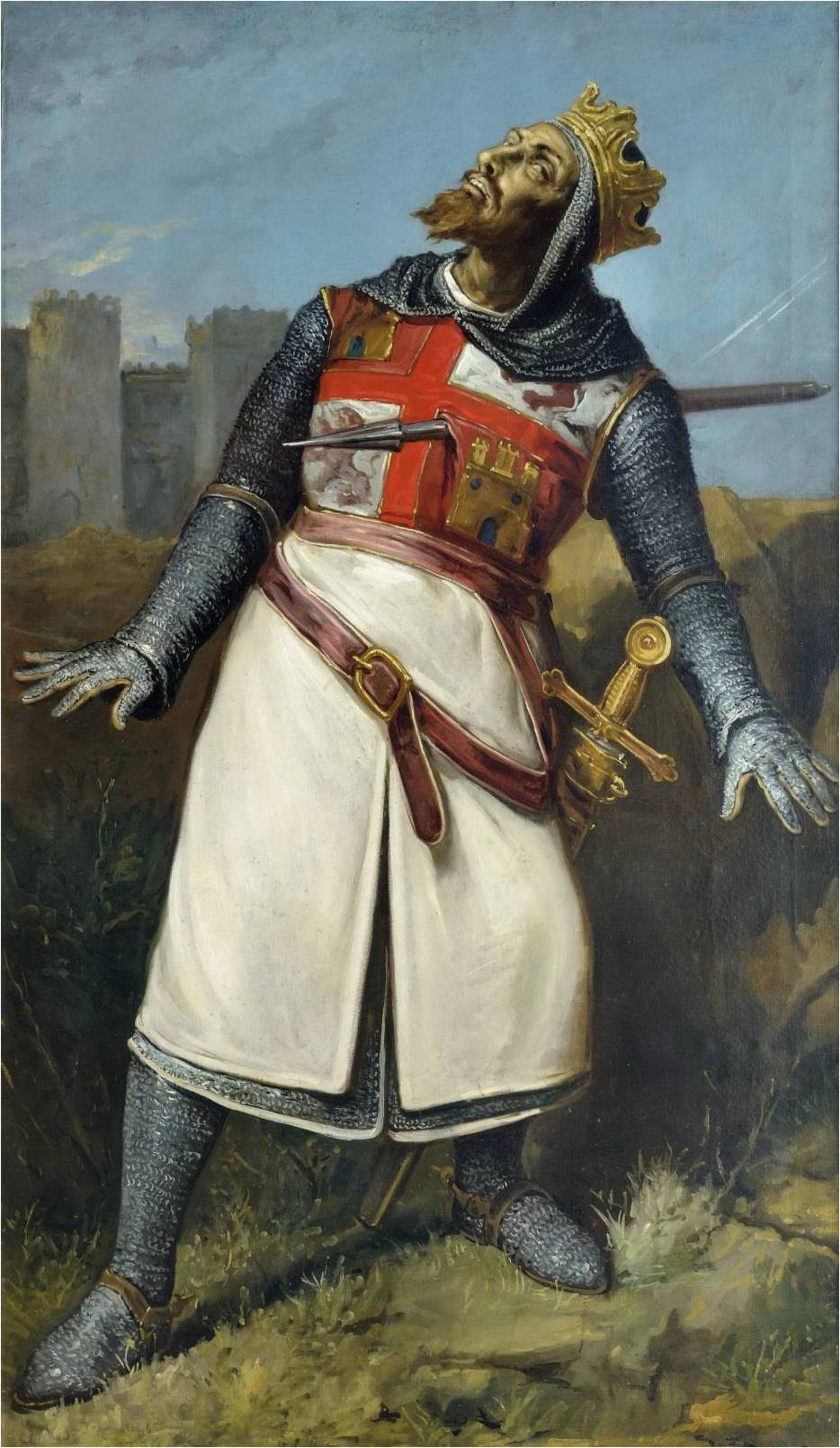
カスティーリャ王、サンチョ2世(1040-1072)暗殺。分割されたカスティーリャ＝レオン王国を巡って一族で争った。

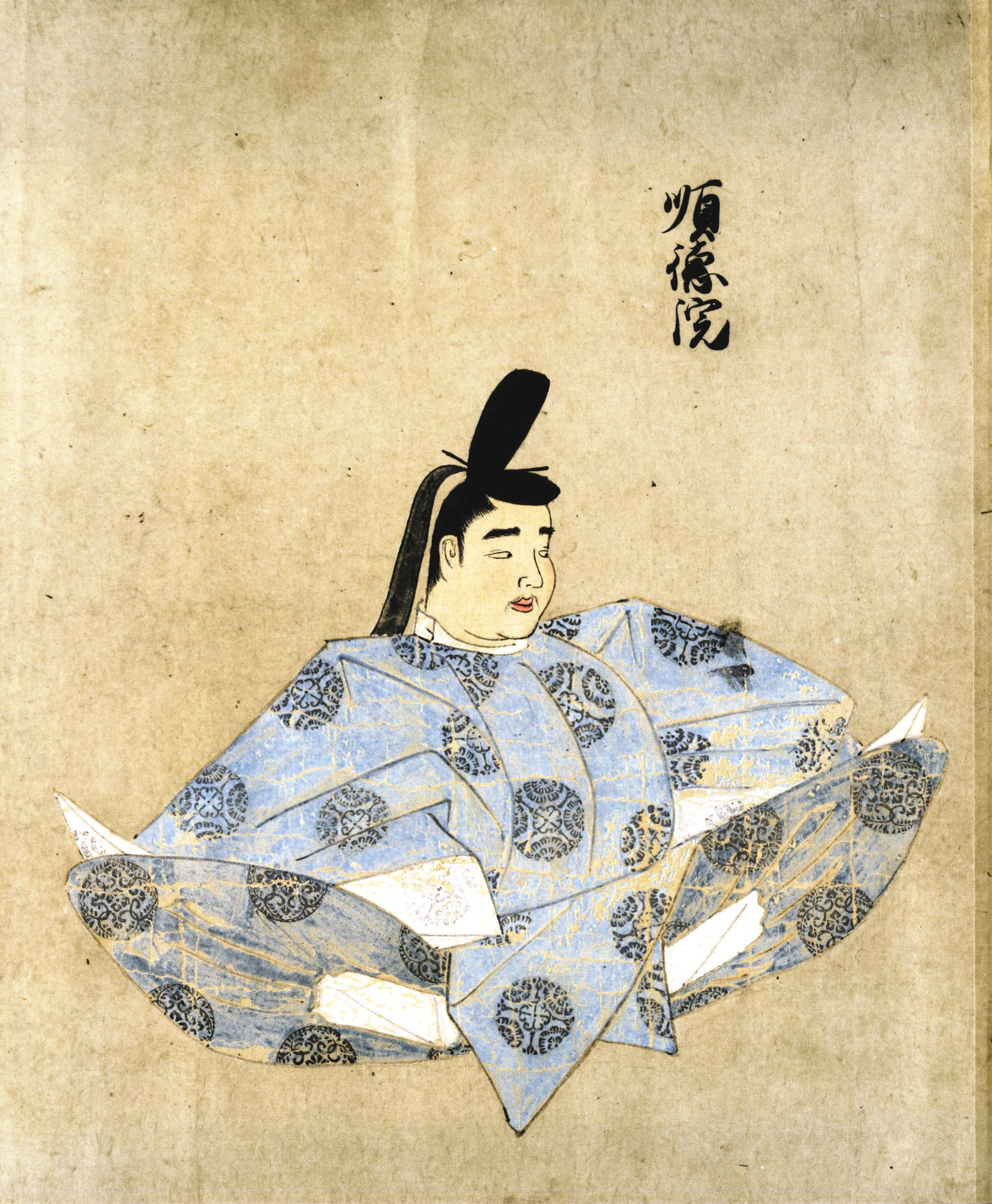
順徳天皇(1197-1242)、承久の乱により佐渡に配流され、同地で崩御。

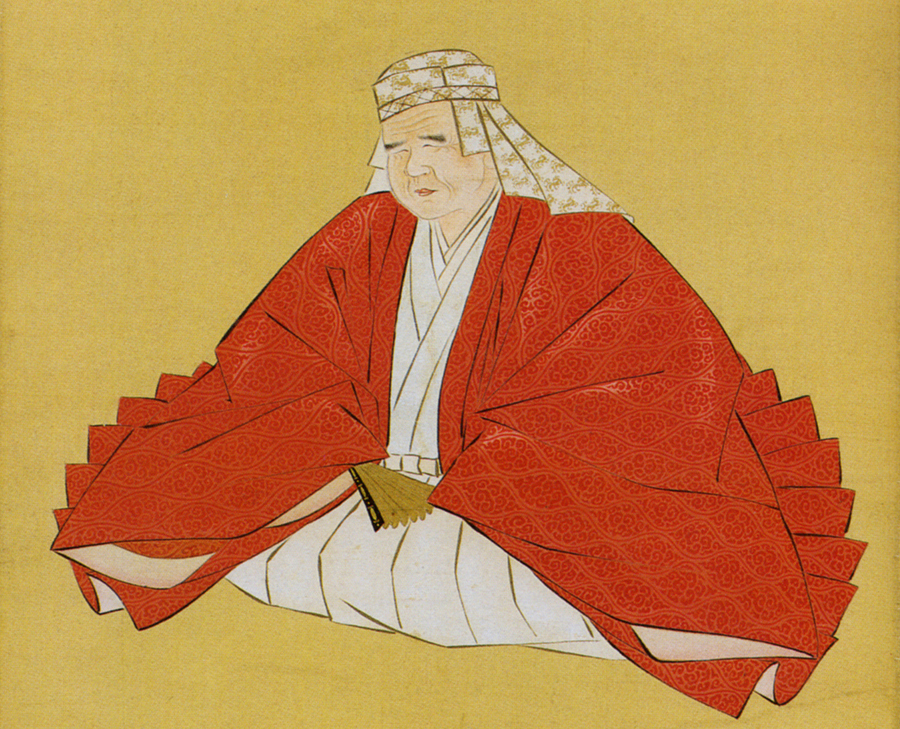
国学者、塙保己一(1746-1821)没。盲目の身ながら叢書『群書類従』を編纂した。

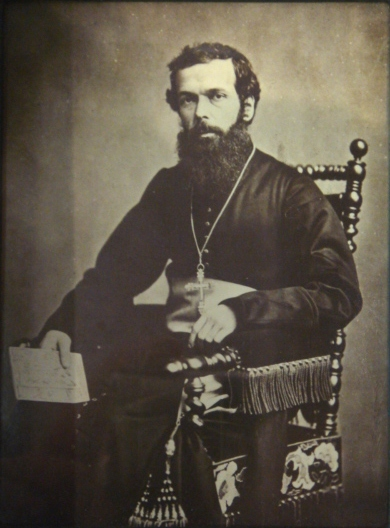
カソリック宣教師、ベルナール・プティジャン(1829-1889)没。幕末の長崎で隠れキリシタンを見出した。

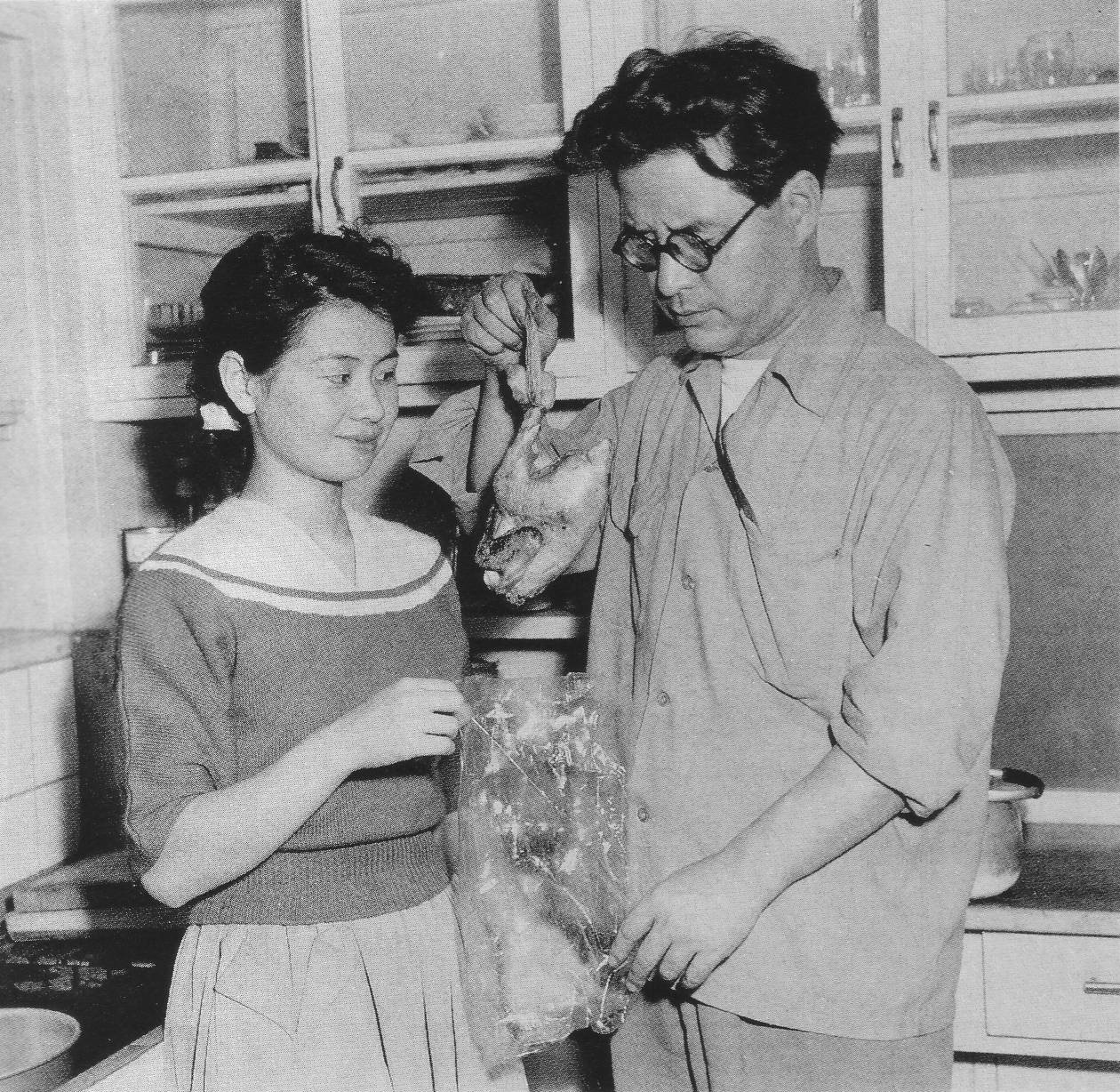
作詞家、三木鶏郎(1914-1994)没(右)。“くしゃみ三回、ルル三錠”など数多くのCMソングを手掛けた。

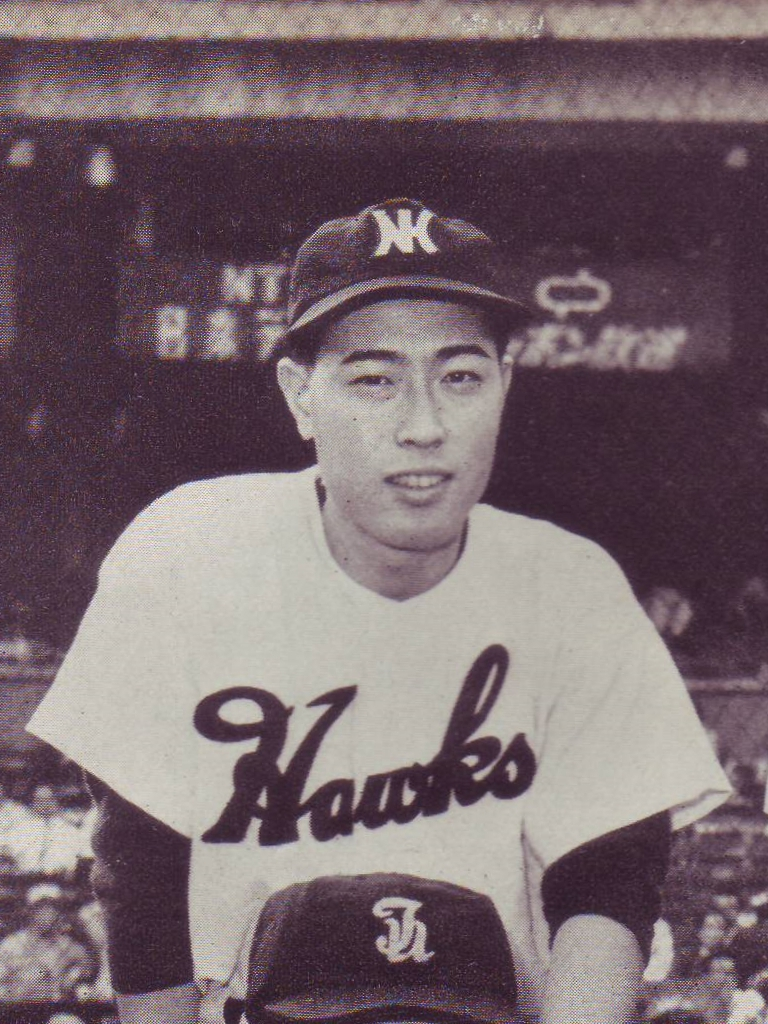
「親分」こと元プロ野球選手、監督大沢啓二(1932-2010)没。

- 336年 - マルクス、第34代ローマ教皇
- 929年 - シャルル3世、西フランク王（* 879年）
- 1072年 - サンチョ2世、カスティーリャ王（* 1040年）
- 1242年（仁治3年9月12日） - 順徳天皇、第84代天皇（* 1197年）
- 1331年（元弘元年/元徳3年9月5日） - 足利貞氏、鎌倉幕府御家人（* 1273年）
- 1405年（応永12年9月14日） - 伊達政宗 (大膳大夫)、室町時代の武将（* 1353年）
- 1553年 - クリストバル・デ・モラーレス、作曲家（* 1500年）
- 1612年 - ジョヴァンニ・バッティスタ・グァリーニ、詩人、劇作家、外交官（* 1538年）
- 1631年（寛永8年9月12日） - 加藤嘉明、戦国武将、会津藩主（* 1563年）
- 1637年 - ヴィットーリオ・アメデーオ1世、サヴォイア公（* 1587年）
- 1684年（貞享元年8月28日） - 堀田正俊、江戸幕府大老、安中藩主、古河藩主（* 1634年）
- 1684年（貞享元年8月28日） - 稲葉正休、青野藩主（* 1640年）
- 1697年（元禄10年8月23日） - 水野勝種、福山藩主（* 1661年）
- 1719年 - ピエール・レモン・ド・モンモール（英語版）、数学者（* 1678年）
- 1725年（享保10年9月2日） - 山内豊常、第7代土佐藩主（* 1711年）
- 1747年 - ジュリア・ラマ（イタリア語版）、画家（* 1681年）
- 1756年 - ヨハン・ナサナエル・リーベルキューン（英語版）、医師（* 1711年）
- 1783年 - ウィリアム・タンサー（英語版）、作曲家、音楽教師（* 1706年）
- 1790年（寛政2年9月23日） - 柄井川柳、川柳の祖として知られる前句付の点者（* 1718年）
- 1792年 - ジョージ・メイソン、政治家（* 1725年）
- 1794年（寛政6年9月14日） - 伊達村候、第5代宇和島藩主（* 1725年）
- 1796年 - トマス・リード、哲学者（* 1710年）
- 1806年（文化3年8月26日） - 藤堂高嶷、第9代津藩主（* 1746年）
- 1813年 - ペーター・ヤコブ・イェルム（英語版）、化学者（* 1746年）
- 1821年（文政4年9月12日） - 塙保己一、国学者（* 1746年）
- 1848年（嘉永元年9月11日） - 八重崎検校、三味線、箏曲演奏家、作曲家（* 1776年頃）
- 1847年 - アレクサンドル・ブロンニャール、化学者、鉱物学者、地質学者、動物学者（* 1770年）
- 1849年 - エドガー・アラン・ポー、作家（* 1809年）
- 1855年 - フランソワ・マジャンディー、生理学者、医師（* 1783年）
- 1857年 - ルイス・マクレーン、第10代アメリカ合衆国財務長官、第12代アメリカ合衆国国務長官（* 1786年）
- 1859年（安政6年9月12日）- 島津斉興、第10代薩摩藩主（* 1791年）
- 1881年 - オーギュスタン＝ピエール・デュブランフォー（英語版）、化学者（* 1797年）
- 1884年 - ベルナール・プティジャン、カトリック教会の司祭（* 1829年）
- 1886年 - ウィリアム・バーンズ、言語学者（* 1811年）
- 1894年 - オリバー・ウェンデル・ホームズ・シニア、作家、医学者（* 1809年）
- 1896年 - ジョン・ラングドン・ダウン、内科医（* 1828年）
- 1901年 - 中上川彦次郎、実業家（* 1854年）
- 1904年 - イザベラ・バード、旅行家（* 1831年）
- 1911年 - ジョン・ヒューリングス・ジャクソン（英語版）、神経学者（* 1911年）
- 1915年 - フリードリヒ・ハーゼノール、物理学者（* 1874年）
- 1918年 - チャールズ・ヒューバート・パリー、作曲家（* 1848年）
- 1919年 - アルフレッド・ディーキン、第2代オーストラリア首相（* 1856年）
- 1919年 - ラサ・オッペンハイム、法学者（* 1858年）
- 1920年 - イヴ・ドラージュ（フランス語版）、動物学者（* 1920年）
- 1925年 - クリスティ・マシューソン、元プロ野球選手（* 1880年）
- 1926年 - エミール・クレペリン、精神医学者（* 1856年）
- 1936年 - 手塚岸衛、教育者（* 1880年）
- 1937年 - レナーテ・ミュラー（英語版）、歌手、女優（* 1906年）
- 1939年 - ハーヴェイ・ウィリアムス・クッシング、脳神経外科医（* 1869年）
- 1943年 - イグネイシャス・ティモシー・トレビッチ・リンカーン、冒険家（* 1879年）
- 1944年 - 中川小十郎、貴族院議員、立命館大学創立者（* 1866年）
- 1949年 - 斎藤隆夫、衆議院議員（* 1870年）
- 1953年 - エミール・フィラ、画家、彫刻家（* 1882年）
- 1953年 - 宮城長順、空手家、剛柔流開祖（* 1888年）
- 1954年 - ジョーゼフ・オパトシュ、小説家（* 1886年）
- 1955年 - ルドルフ・ジルドライヤー、第4代国際サッカー連盟会長（* 1876年）
- 1957年 - 柳原極堂、俳人（* 1867年）
- 1959年 - マリオ・ランツァ、俳優、テノール歌手（* 1921年）
- 1962年 - アンリ・オレイユ（英語版）、アルペンスキー選手、1948年サンモリッツ五輪金メダリスト（* 1925年）
- 1963年 - グスタフ・グリュンデンス（英語版）、俳優（* 1899年）
- 1966年 - スマイリー・ルイス、R&Bシンガー（* 1913年）
- 1967年 - ラルフ・ノーマン・エンジェル、作家、政治家（* 1872年）
- 1968年 - 阪田泰二、大蔵官僚（* 1910年）
- 1969年 - ボリス・ド・シュレゼール、音楽学者（* 1881年）
- 1969年 - レオン・シウール、元自転車競技選手（* 1888年）
- 1969年 - 陳寅恪、歴史学者（* 1890年）
- 1973年 - 森雅之、俳優（* 1911年）
- 1975年 - 小山富士夫、陶磁器研究家（* 1900年）
- 1976年 - ニコライ・ロパトニコフ、作曲家（* 1903年）
- 1976年 - 豊田久吉、水泳選手、1932年ロサンゼルス五輪金メダリスト（* 1912年）
- 1978年 - 伊奈信男、写真評論家（* 1898年）
- 1983年 - 古池信三、元郵政大臣、KDD会長（* 1903年）
- 1985年 - ジェマル・レシット・レイ、作曲家（* 1904年）
- 1986年 - 石坂洋次郎、作家（* 1900年）
- 1986年 - 劉伯承、中華人民共和国元帥（* 1892年）
- 1989年 - 高村坂彦、官僚、政治家、元山口県徳山市長、徳山大学（現周南公立大学）初代理事長（* 1902年）
- 1991年 - レオ・ドローチャー、元プロ野球選手、監督（* 1905年）
- 1992年 - アラン・ブルーム、哲学者、古典文献学者（* 1930年）
- 1994年 - カーロス・グレイシー、柔術家、グレイシー柔術創始者
- 1994年 - ニールス・イェルネ、医学者（* 1911年）
- 1994年 - 三木鶏郎、作詞家（* 1914年）
- 1995年 - 平泉洸、歴史学者（* 1924年）
- 1999年 - デリク・ガイラー、俳優（* 1914年）
- 1999年 - 板東里視、元プロ野球選手（* 1942年）
- 1999年 - デビッド・アルバート・ハフマン（英語版）、情報工学者（* 1925年）
- 2001年 - 稲葉幸夫、騎手、調教師（* 1908年）
- 2001年 - うらべ・すう、漫画家（* 1965年）
- 2002年 - 橋口倫介、西洋史学者、元上智大学学長、同大学名誉教授（* 1921年）
- 2002年 - 安澤英雄、実業家、オリジン東秀創業者（* 1941年）
- 2004年 - 鳴海四郎、英文学者、英米演劇研究家、翻訳家（* 1917年）
- 2004年 - 園田高弘、ピアニスト（* 1928年）
- 2004年 - 松原みき、歌手（* 1959年）
- 2005年 - 原笙子、舞楽家（* 1933年）
- 2006年 - 華ばら、漫才師（フラワーショウ）（* 1936年）
- 2006年 - 嗣子鵬慶昌、大相撲力士（* 1955年）
- 2006年 - アンナ・ポリトコフスカヤ、ジャーナリスト（* 1958年）
- 2007年 - 飯島一郎、実業家、第2代山崎製パン社長（* 1916年）
- 2007年 - 高田久成、実業家、テンポイント号馬主（* 1920年）
- 2007年 - 井原勇、政治家、元与野市長（* 1926年）
- 2007年 - 阿部典史、オートバイロードレースレーサー（* 1975年）
- 2009年 - アーヴィング・ペン、写真家（* 1917年）
- 2009年 - ペドロ・エリアス・ザドゥナイスキー、天文学者（* 1917年）
- 2009年 - 前田和雄、実業家、元三井造船社長（* 1919年）
- 2009年 - 小林一輔[8]、土木工学者、東京大学名誉教授（* 1929年）
- 2010年 - 大沢啓二、元プロ野球選手、監督（* 1932年）
- 2010年 - 野口恭一郎、実業家、竹書房創業者（* 1934年)
- 2010年 - 木下晃、将棋棋士（* 1939年)
- 2010年 - 吉田敬、実業家、元ワーナーミュージック・ジャパン社長（* 1962年)
- 2011年 - 谷俊彦、イラストレーター（* 1921年）
- 2011年 - ラミズ・アリア、政治家、元アルバニア大統領（* 1925年）
- 2011年 - 柴田弘、政治家（* 1933年）
- 2012年 - 谷間夢路、漫画家（* 1943年）
- 2012年 - 加藤一夫、経済学者（* 1925年）
- 2013年 - 宮下創平、政治家、第82代厚生大臣、第31代環境庁長官、第51代防衛庁長官（* 1927年）
- 2013年 - ヨアンナ・ケミレスカ、推理作家（* 1932年）
- 2013年 - 泉谷良彦、実業家、元三菱石油社長、元日石三菱会長（* 1935年）
- 2013年 - 鳥山敏子、教育者（* 1941年）
- 2013年 - パトリス・シェロー、演出家、映画監督、脚本家、俳優（* 1944年）
- 2013年 - 古今亭志ん馬 (7代目)、落語家（* 1958年）
- 2014年 - ジークフリート・レンツ、作家（* 1926年）
- 2014年 - 花房徹、俳優、演出家（* 1950年）
- 2014年 - 長嶺高文、映画監督、テレビディレクター、脚本家、演出家（* 1953年）
- 2015年 - ハリー・ギャラティン、バスケットボール選手（* 1927年）
- 2015年 - 渡利陽、実業家、元ニチメン社長（* 1932年）
- 2015年 - 橘家圓蔵 (8代目)、落語家、ラジオパーソナリティ（* 1934年）
- 2016年 - 丹波實、外交官、元駐ロシア大使（* 1938年）
- 2017年 - 岸信和、実業家、西部石油元会長（* 1921年）
- 2017年 - タケジロウ・ヒガ、軍人（* 1923年）
- 2018年 - 山川民夫、生化学者、東京大学・東京薬科大学名誉教授（* 1921年）
- 2018年 - 多菊善和、実業家、元東京ヤクルトスワローズ球団社長（* 1936年）
- 2019年 - 原ひろ子、文化人類学者、お茶の水女子大学名誉教授（* 1934年）
- 2019年 - 和田誠、イラストレーター（* 1936年）
- 2020年 - 斎藤成文、電気工学者、東京大学名誉教授（* 1919年）
- 2020年 - 筒美京平[9]、作曲家（* 1940年）
- 2020年 - マリオ・モリーナ、化学者、ノーベル化学賞受賞者（* 1943年）
- 2021年 - 陳文新、微生物学者（* 1926年）
- 2021年 - 柳家小三治（10代目）、落語家（* 1939年）
- 2021年 - 野本虎次、将棋棋士（* 1945年）
- 2022年 - アル・ライズ、マーケティング戦略家（* 1926年）
- 2022年 - 新藤凉子、詩人（* 1932年）
- 2022年 - 一柳慧、作曲家、ピアニスト（* 1933年）
- 2022年 - ビル・ニーダー、元陸上競技選手、1960年ローマ五輪砲丸投金メダリスト（* 1933年）
- 2022年 - 大野徹、ビルマ語学者、大阪外国語大学名誉教授（* 1935年）
- 2022年 - 倉内均、テレビプロデューサー、ディレクター、映画監督、実業家、アマゾンラテルナ創業者（* 1949年）
- 2023年 - 盧仁煥、政治家（* 1932年）
- 2024年 - ゾー・ミン・マウン、医師、政治家、第2代マンダレー地方域首相（* 1951年）

### 人物以外（動物など）
- 2008年 - コジーン、競走馬、種牡馬（* 1980年）

## 記念日・年中行事

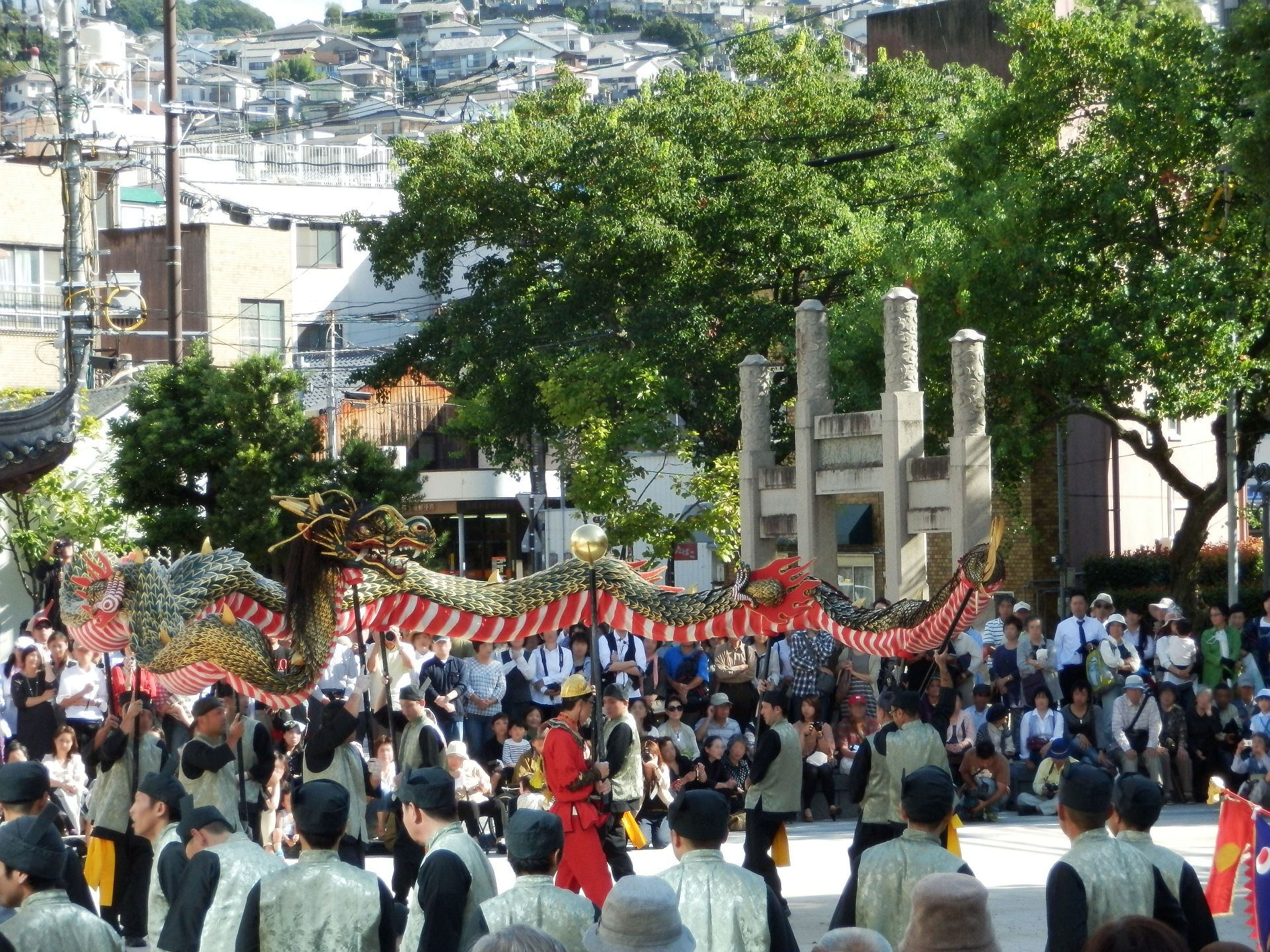
長崎くんち名物の龍踊り

- 長崎くんち（ 日本）（ - 10月9日）
長崎市の鎮西大社諏訪神社の例祭。
- 盗難防止の日（ 日本）
「とう(10)なん(7)」の語呂合わせ。日本損害保険協会が2003年に制定。
- ミステリー記念日（ 日本）
1849年10月7日に推理小説の先駆者といわれるエドガー・アラン・ポーが亡くなったことに由来。
- カセットこんろとボンベの日（ 日本）
カセットこんろの買い替え検討目安の「10年」とカセットボンベの使用期限「7年」に合わせた日付。「防災鍋」を作り、日常から使い方に慣れると共に使用期限確認の確認運動を推進する狙い。日本ガス石油機器工業会が2023年に制定[10]。
- おなかを大切にする日（ 日本）
「重要な(10)おなか(07)」の語呂合わせから。季節の変わり目で腸の不調が出やすいため、腸活への関心を高めてもらいおなかの調子を良くしてもらうことが目的。ビオフェルミン製薬が制定。
- 大人のダイエットの日（ 日本）
「オトナ」の語呂合わせから。食と健康を見直すきっかけの日。大人のダイエット研究所が2015年に制定[11]。